# Léon Pourtau
Léon Pourtau, né à Bordeaux le 23 novembre 1868 et mort lors d'un naufrage dans l'océan Atlantique le 4 juillet 1898, est un peintre post-impressionniste français.

## Biographie
À quinze ans, apprenti typographe, Léon Pourtau quitte Bordeaux et vient à Paris pour voir de la peinture. Alors qu'il recherche des chansons à illustrer, un hasard le conduit dans un petit restaurant de la rue La Fayette où se réunissaient des musiciens des concerts Lamoureux. Il trouve grâce à eux une place de clarinettiste dans un café-concert de la Villette. Il part ensuite faire un tour de France avec un orchestre de cirque ; dans les sous-préfectures, après la représentation, il aide à arracher les piquets, à plier la tente, à soigner les éléphants. De retour à Paris, il entre au Conservatoire de musique et de déclamation, se marie, a des enfants. Alors qu'il n'a encore que 22 ans, il est nommé professeur au conservatoire de Lyon.
Le travail d'orchestre ne l'accapare pas, mais il rêve d'être libre, car sa véritable passion est de peindre. Il s'est lié d'amitié avec Georges Seurat, lui aussi musicien, qui lui a enseigné la technique du pointillisme. Il saisit l'occasion d'une tournée de concerts aux États-Unis, qui, au bout de deux ans, devra lui rapporter 20 000 francs. À l'exposition annuelle des beaux-arts qui se tient à Philadelphie pendant l'hiver 1896-1897, il expose une toile, Quatre heures de l’après-midi. Ce sera son unique exposition. Peu après son départ de New York, le paquebot qui doit le ramener au Havre entre en collision avec un voilier et sombre au large de l'Île de Sable. Léon Pourtau, avec son épouse Marie Eulalie Pourtau née Vallad, sa belle-mère Marie Françoise Vallad née Triolet et d'autres membres de son orchestre, font partie des quelques 560 victimes qui périssent lors du naufrage de La Bourgogne, le 4 juillet 1898.
Victor Barrucand a décrit ainsi l'une de ses toiles :

« J'ai sous les yeux un Pourtau, daté de 1890, qui fixe un calme coin de Garonne en aval de Bordeaux avec des barques dressant haut leur mât où s'effile une voile fine comme une aile de martinet ; sur le quai d'herbe rase, parallèlement, un réverbère indique le voisinage de la ville : du rêve et de la géométrie, une pauvreté de banlieue au bord du fleuve élargi vers la mer. L'horizon est de vapeurs bleues et de madriers solides. Le soleil plombé, matinal, tamise un soleil latent sur l'eau plane. Tout le site est blanc, chaud, léger, peint d'un pinceau riche par touches divisées, sans noirs, suivant un original procédé de hachures[réf. nécessaire]. »

Œuvres de Léon Pourtau
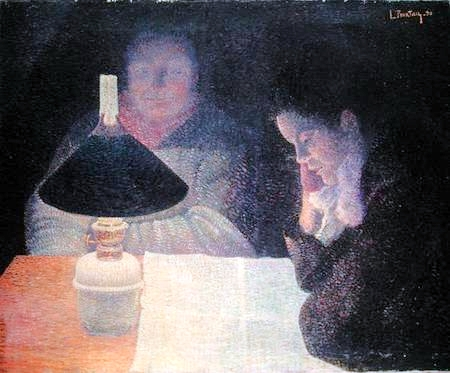
Lecture sous la lampe, localisation inconnue.
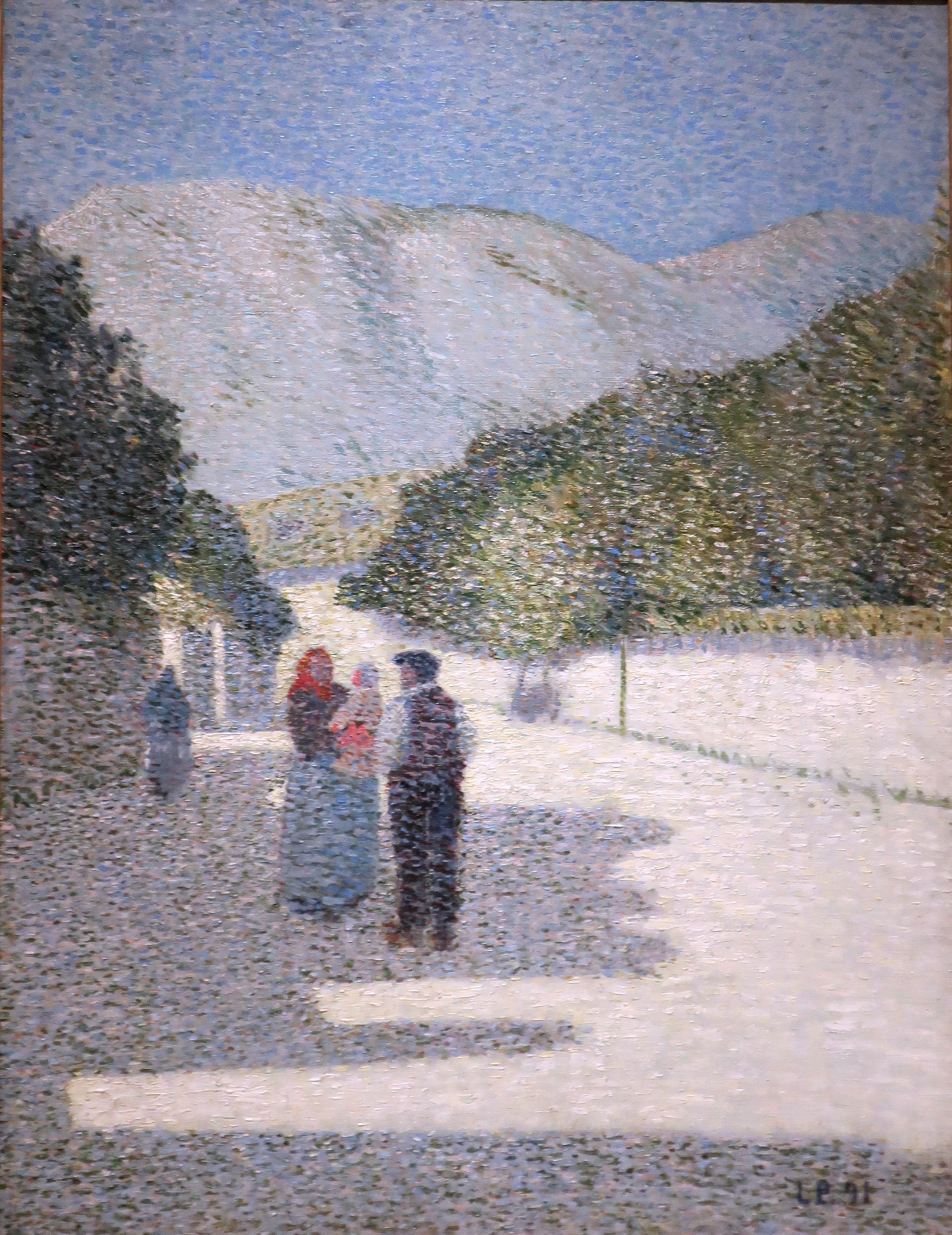
Paysage provençal, Phoenix Art Museum.
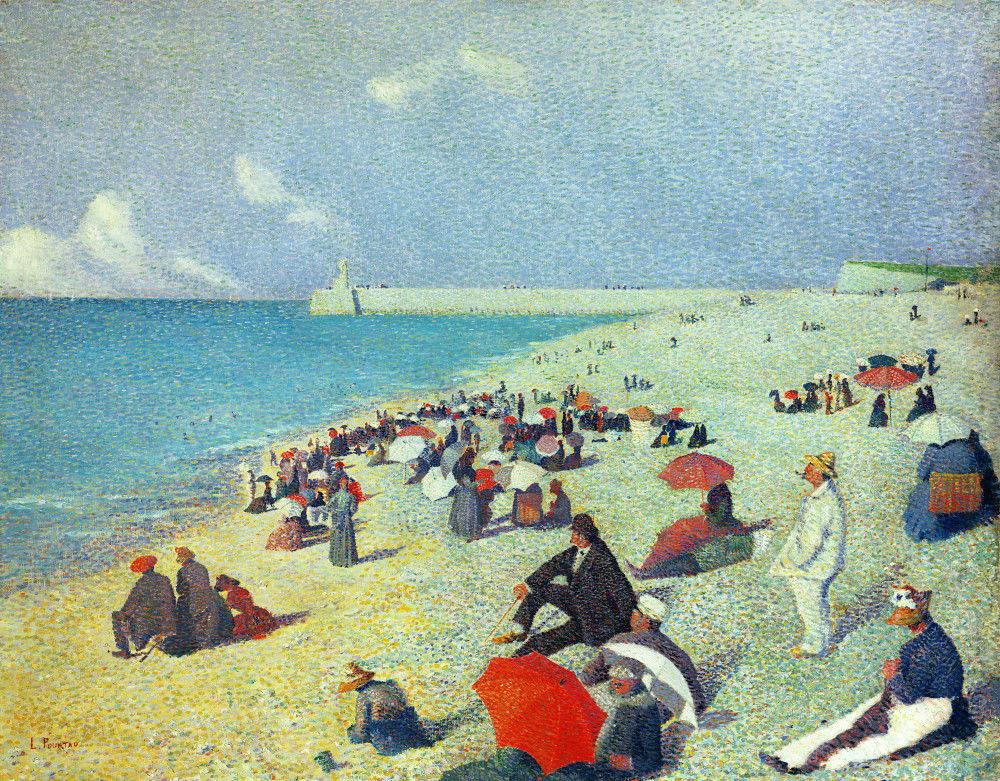
Sur la plage, localisation inconnue.